# Рожнятовский район
Рожня́товский райо́н (укр. Рожнятівський район) — упразднённая административная единица Ивано-Франковской области Украины.
Административный центр — посёлок городского типа Рожнятов.

## Административное деление
Административно-территориально район делился на 3 поселковых совета и 28 сельских советов, объединяющих 51 населенный пункт, подчиненные Рожнятовскому районному совету.

### Населенные пункты
По административному делению район имеет 3 посёлка городского типа: Брошнев-Осада, Перегинское, и Рожнятов — и 48 сельских населенных пунктов. 30 сёл района и посёлок Перегинское имеют статус горной зоны.

## История
11 марта 1959 года к Рожнятовскому району была присоединена часть территории упразднённого Перегинского района.